# Manuel Tuñón de Lara

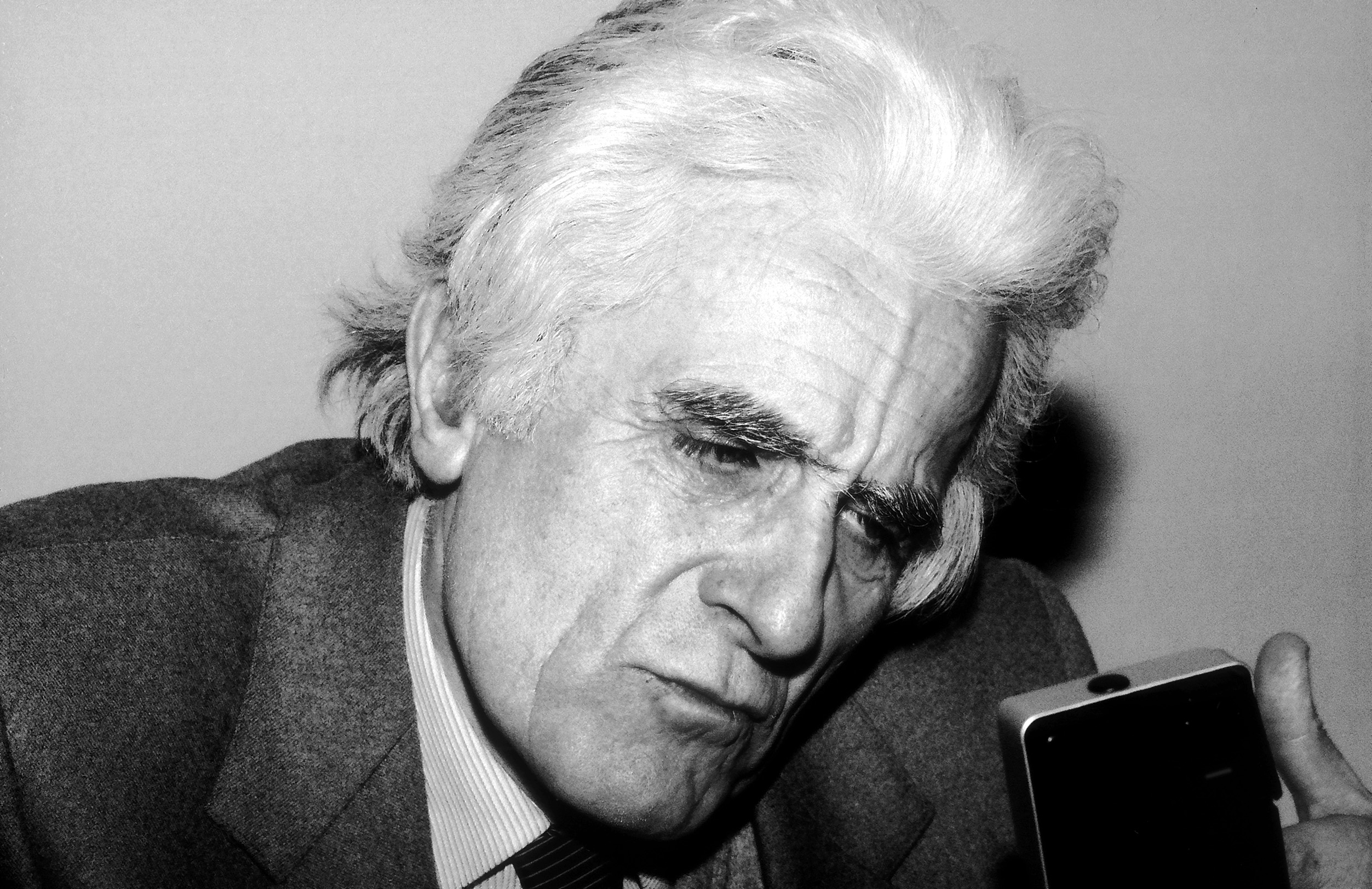
Manuel Tuñón de Lara, 1982

Manuel Tuñón de Lara Ramos (* 8. September 1915 in Madrid; † 25. Januar 1997 in Lejona, Bizkaia) war ein spanischer Historiker. In der spanischen Republik war er Funktionär des gemeinsamen Jugendverbandes der PSOE und der Partido Comunista de España (PCE), Juventudes Socialistas Unificadas (Vereinigte Sozialistische Jugend, JSU).

## Biografie
Er entstammt einer andalusischen Familie von republikanischen Intellektuellen und Politikern. 1936 schloss er sein Jurastudium an der Zentraluniversität Madrid ab. 1932 trat er der Kommunistischen Jugend bei und war Aktivist in der Federación Universitaria Escolar (FUE). 1936 engagierte er sich in der JSU und leitete in Valencia und Madrid deren Kaderschule. Er war Direktor der Zeitung Joven Guardia, auch Sprecher des gleichnamigen Bataillons der JSU. Schließlich wurde er Mitglied im Zentralkomitee. Nachdem er im März 1939 in Madrid während des Casado-Putsches von den Casadistas schon einmal festgenommen worden war, versuchte er am Ende des spanischen Bürgerkriegs, sich im Hafen von Alicante an Bord eines Schiffes ins Exil zu begeben. Als Reisegepäck trug er nur zwei Bücher von Antonio Machado bei sich: Poesías Completas und Juan de Mairena. Dort wurde er festgenommen, dann im Konzentrationslager Los Almendros, darauf in Albatera interniert. Es folgten Lageraufenthalte in Valencia (Porta Coeli) und Madrid (Miguel de Unamuno).
Da er nach seiner Haftentlassung wegen seiner Mitgliedschaft in der Unión de Intelectuales Libres (Union der Freien Intellektuellen) in Spanien weiter verfolgt wurde, ging er 1946 nach Paris ins Exil, das 35 Jahre dauerte. Dort war er führendes Mitglied der Unión de Intelectuales Españoles und arbeitete als Journalist für verschiedene Zeitschriften in Frankreich und für Ibérica in New York. Er übersetzte auch für die UNESCO. An der Sorbonne setzte er seine Studien in Verfassungsrecht 1951–1953  fort, an der École pratique des hautes études in Paris machte er Abschlüsse in Wirtschafts- und Sozialgeschichte. In den 1950er Jahren verließ er die PCE. Als Emigrant engagierte er sich gegen franquistische Repression und für die Demokratisierung Spaniens.
1956 veröffentlichte er in Paris sein erstes Werk Espagne. Es folgten La España del siglo XIX (1961) und La España del siglo XX (1966). Diese Veröffentlichungen wurden die fundamentalen Werke zur Geschichte Spaniens aus demokratischer Perspektive in Frankreich und im noch-franquistischen Spanien. 1964 begann er, unterstützt vom Hispanisten Noël Salomon, seine Hochschulkarriere als Dozent für Spanische Geschichte und Literatur an der Universität Pau. Dort entwickelte er das Centro de Investigaciones Hispánicas, promovierte 1977 und wurde Hochschulprofessor für Historia y Literatura Española (1978–1981). An dieser Universität war er von 1970 bis 1980 Organisator der Kolloquien für Zeitgeschichte Spaniens, die das Studium der Sozialgeschichte förderten und den akademischen Austausch durch Konferenzen und Debatten bewirkten. Zahlreiche Wissenschaftler spanischer Universitäten nahmen daran teil.
Nach dem Tod Francos und dem Ende der Diktatur kehrte er nach Spanien zurück und setzte seine Lehrtätigkeit als Professor an der Universität der Balearen und an der Universität des Baskenlandes fort. Die Tradition der Kolloquien führte er in Madrid, Segovia, Cuenca und an der Universität des Baskenlandes fort. Er starb am 25. Januar 1997 in Lejona, Vizcaya.

## Bedeutung und Urteile
Ein zeitweiliger politischer Weggefährte

„Conocí a Tuñón en mi juventud. Trabajamos juntos en las Juventudes Socialistas durante la guerra. […] Su muerte es una pérdida tremenda para la cultura histórica española.“

„Ich kannte Tuñón in meiner Jugend. Während des Bürgerkrieges arbeiteten wir zusammen bei der Vereinigten Sozialistischen Jugend (JSU).[…] Sein Tod bedeutet einen schrecklichen Verlust für die spanische Geschichtsschreibung.“

Ein Kollege

„Tuñón ha sido un gran historiador, un extraordinario trabajador, una bellísima persona cuya puerta ha estado siempre abierta para cualquiera que ha querido acercarse a ella. Sus libros seguirán enseñándonos muchas de las cosas que sabía, y seguirán mostrando cómo un historiador ha de acercarse a la historia. El lector inteligente podrá también descubrir en ellos la riqueza de un hombre lúcido en sus preguntas y en sus respuestas, y podrá, casi seguro, intuir su profunda humanidadl Su vida había estado muy marcada por el compromiso político y por la guerra civil. En Pau comenzó algo que que me sigue pareciendo un milagro que pudiese funcionar: gentes llegadas de toda España discutíamos con franceses y pudimos descubrir algo que no podía por entonces darnos España: debatir en libertad.“

„Tuñón war ein großer Historiker, eine besonders fleißiger Arbeiter, eine äußerst sympathischer Mensch, dessen Tür immer für jeden offen stand. Seine Bücher werden uns weiterhin viele Dinge lehren und sie werden weiterhin zeigen, wie ein Historiker an die Geschichte herangehen sollte. Der intelligente Leser wird in ihnen auch den Reichtum eines brillianten Forschers in seinen Fragen und Antworten entdecken können und wird mit ziemlicher Sicherheit seine tiefe Menschlichkeit spüren können. Sein Leben war stark von politischem Engagement und Bürgerkrieg geprägt. In Pau begann etwas, das mir immer noch wie ein Wunder vorkommt, dass es funktionieren konnte: wir Spanier aus allen Teilen des Landes diskutierten mit Franzosen und wir konnten etwas entdecken, was Spanien uns damals nicht bieten konnte: eine Debatte in Freiheit.“

Ein Romanschriftsteller

„…nunca permitió que ningún dogma cegara en él la pasión por la historia, que es una pasión doble de conocer la verdad y de saber contarla.“

„Niemals gestand er zu, dass irgendein Dogma die Leidenschaft für die Geschichte blendete: die doppelte Leidenschaft, die Wahrheit zu erkennen und sie erzählen zu können.“

## Werke (Auswahl)
- Espagne (1955) (zusammen mit Dominique Aubier)
- From Incas to Indios (1956)
- La España del siglo XIX (1808-1914) (1961)
- Variaciones del nivel de vida en España (1965)
- Introducción a la historia del movimiento obrero (1965)
- Introducció a la historia del moviment obrer (1966)
- La España del siglo XX (1966)
- Antonio Machado, poeta del pueblo (1967)
- Historia y realidad del poder (1967)
- Medio siglo de cultura española (1970)
- Estudios sobre el siglo XIX español (1971)
- El movimiento obrero en la historia de España (1972)
- Metodología de la Historia social de España (1973)
- Costa y Unamuno en la crisis de fin de siglo (1974)
- La II República (1976)
- Luchas obreras y campesinas en la Andalucía del siglo XX: Jaén (1917-1920): Sevilla (1930-1932) (1978)
- Historia de España (Herausgeber) (13 Bände, 1980–1991)
- España bajo la dictadura franquista (1939-1975) (1980) (zusammen mit José Antonio Biescas)
- Tres claves de la Segunda República (1985)
- La batalla de Teruel (1986)
- Comunicación y cultura durante la II República y la Guerra Civil (1990)
- Poder y sociedad en España. 1900-1931 (1992)

## Auszeichnungen

Großkreuz des Ordens Alfonso X. El Sabio